# Jerzy Tomaszewski
Pour les articles homonymes, voir Tomaszewski.
Jerzy Tomaszewski, né le 20 janvier 1924 à Varsovie et mort le 26 janvier 2016 à Varsovie, aussi connu sous le pseudonyme Jur, est un photographe et journaliste polonais actif lors de la Seconde Guerre mondiale. Il a reçu l'Ordre Polonia Restituta décerné par le président Lech Kaczyński.

## Biographie
Jerzy Tomaszewski est surtout connu pour les plus de 1 000 photographies prises en 1944 pendant l'Insurrection de Varsovie au cours de laquelle il est missionné par le Bureau de l'information et de la propagande (BIP) de la résistance polonaise pour documenter la bataille.
Son frère, Stanisław Miedza-Tomaszewski, a également été engagé dans la résistance polonaise.

## Insurrection de Varsovie

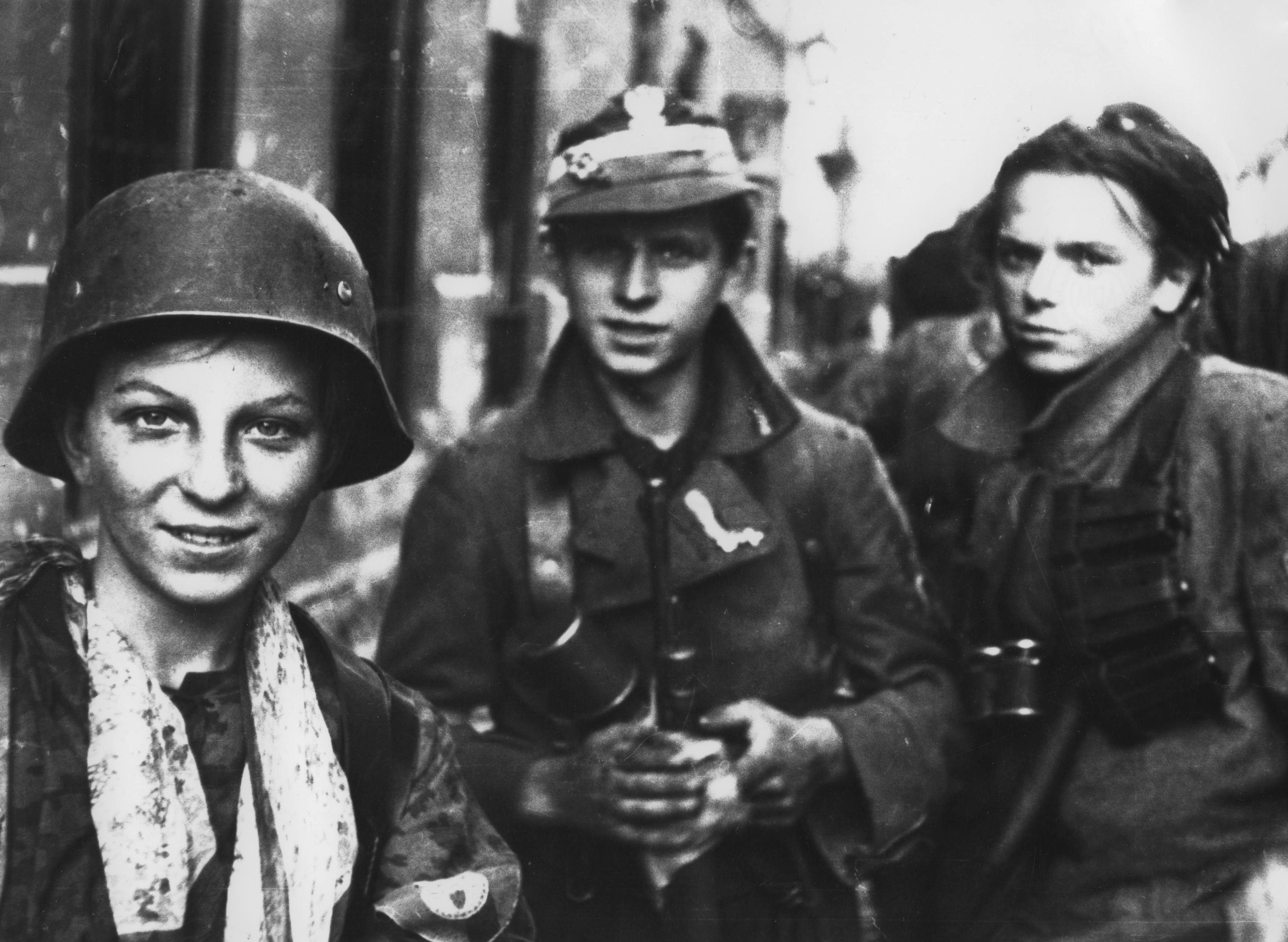
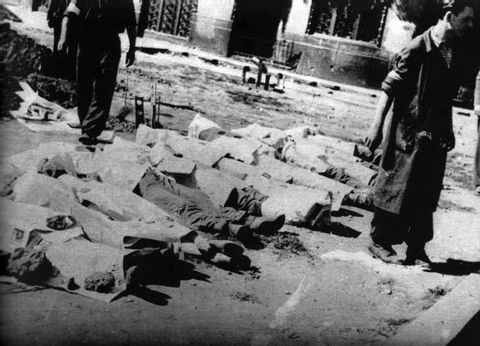
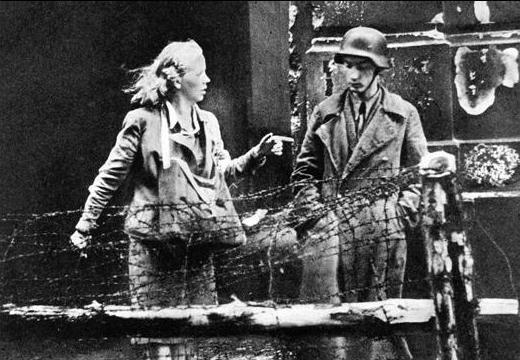
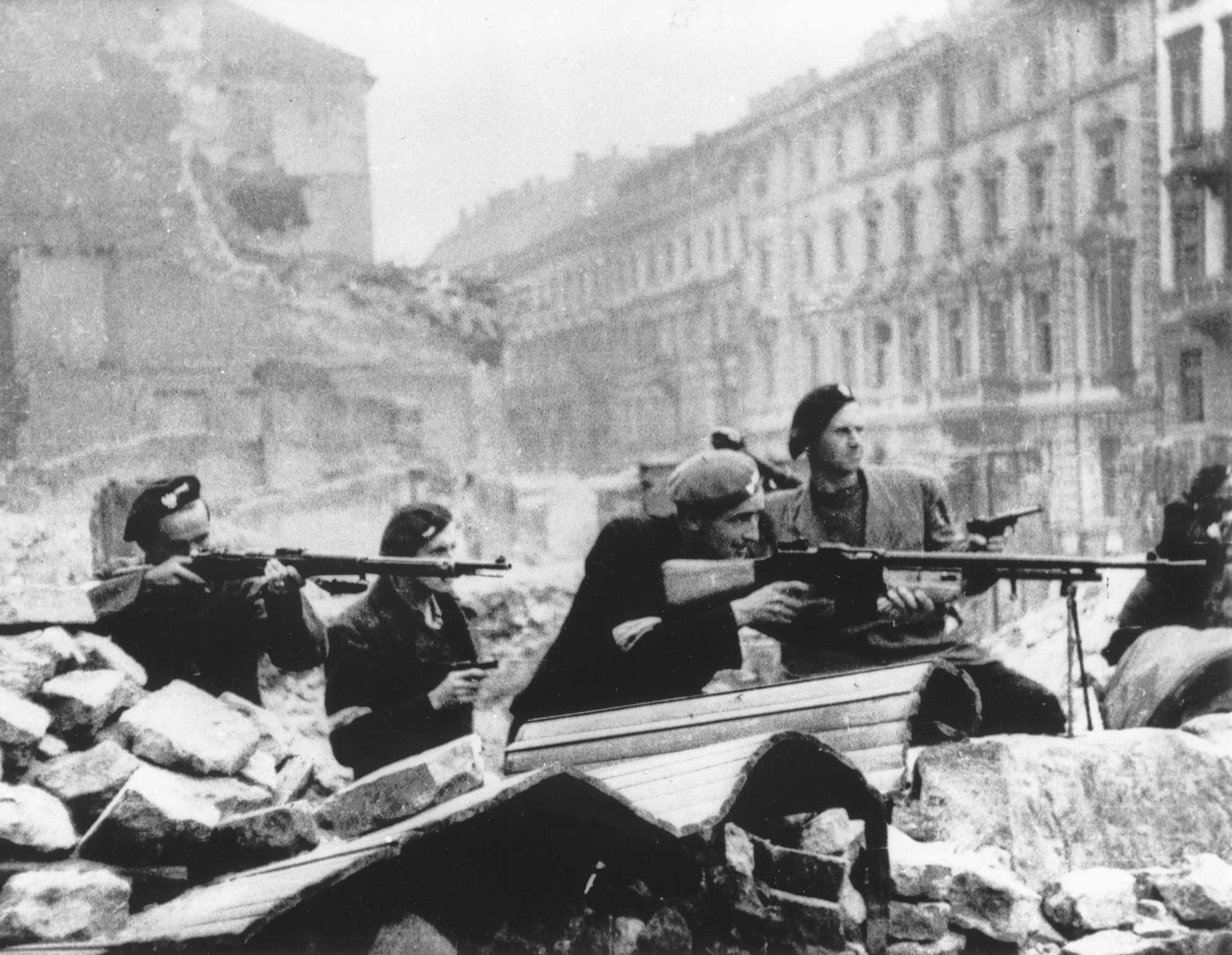
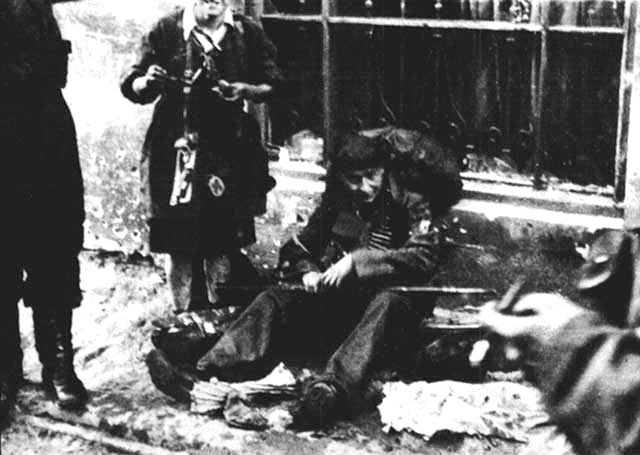
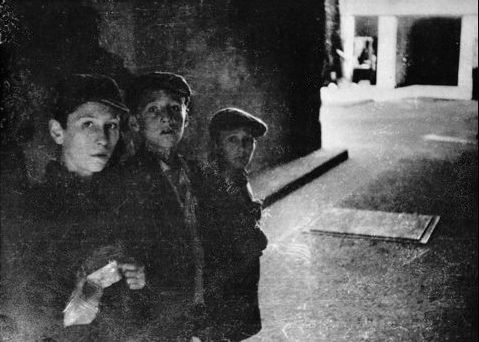
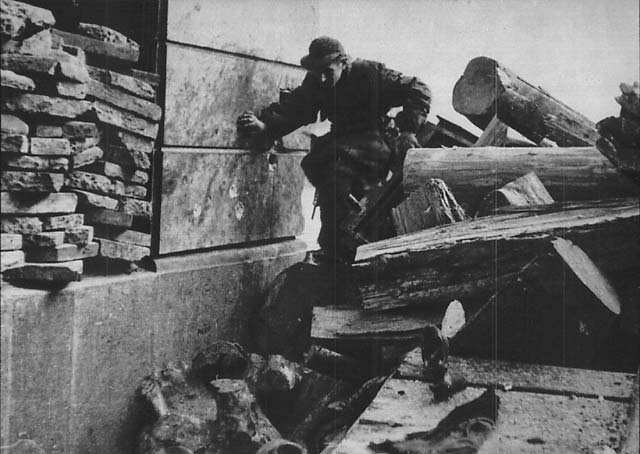
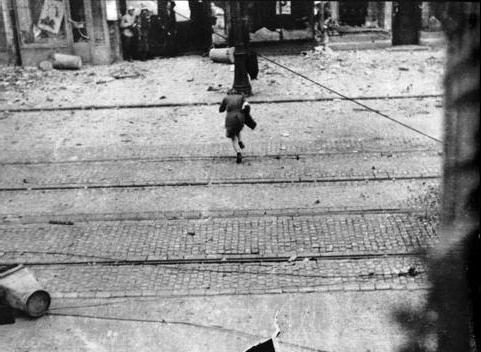